# Scott n.º 98
Scott n.º 98 es un municipio rural canadiense situado en la provincia de Saskatchewan.

## Superficie
Scott n.º 98 tiene una superficie de 846,58 km².

## Demografía
En 2021, tenía 215 habitantes, una densidad poblacional de 0,3 hab./km², y 105 viviendas.